# 2012 في كوريا الجنوبية
فيما يلي قوائم الأحداث التي وقعت خلال عام 2012 في كوريا الجنوبية.

## سياسة

### تعيين في المنصب
- 30 مايو – مون جاي إن عضو الجمعية الوطنية الكورية الجنوبية  [لغات أخرى]‏.

### انتهاء فترة المنصب
- 10 ديسمبر – باك غن هي عضو الجمعية الوطنية الكورية الجنوبية  [لغات أخرى]‏.

## ظهور
- 1 يناير – بي.إي.بي فرقة فتيان كورية جنوبية.
- 1 يناير – هيلو فينوس

## أفلام
من الأفلام التي صدرت هذه السنة في كوريا الجنوبية:
- 1 يناير – أنا. من إخراج Choi Jin-sung (director) [الإنجليزية]‏.
- 1 يناير – إذاعة رائعة
- 1 يناير – بابا من إخراج Han Ji-seung  [لغات أخرى]‏.
- 1 يناير – بييتا من إخراج كيم كي دوك.
- 1 يناير – قصص رعب من إخراج مين كيو-دونغ [الإنجليزية]‏.
- 22 مارس – سكشن عمارة 101 من إخراج Lee Yong-ju [الإنجليزية]‏.

## برامج ومسلسلات وأنمي
- ستار كينغ

## موسيقى

### أغاني
من الأغاني التي صدرت هذه السنة في كوريا الجنوبية:
- 15 يوليو – غانغنام ستايل من غناء ساي.